# 網鰭鈍塘鱧
網鰭鈍塘鱧（学名：Amblyeleotris arcupinna），为輻鰭魚綱鰕虎鱼目鰕虎亞目鰕虎科鈍塘鱧屬下的一个种，為熱帶海水魚，分布於中西太平洋巴布亞紐幾內亞海域，棲息深度12-25公尺，體長可達11公分，棲息在珊瑚礁礁坡，生活習性不明。

## 扩展阅读
- 維基物種上的相關：網鰭鈍塘鱧